# Andy Reid
Andrew Matthew "Andy" Reid (Dublin, 29 juli 1982) is een Iers voormalig voetballer die doorgaans speelde als middenvelder. Zijn laatste club was Nottingham Forest, waarvoor hij uitkwam tussen 2011 en 2016. Reid maakte in 2003 zijn debuut in het Iers voetbalelftal, waarvoor hij tot negenentwintig optredens kwam.

## Spelerscarrière
Reid speelde in de jeugd van de Ierse clubs Lourdes Celtic en Cherry Orchard. In 1998 maakte hij de overstap naar de opleiding van Nottingham Forest en hij wees Arsenal en Manchester United af. In augustus 1999 tekende hij zijn eerste professionele contract bij de club. Zijn competitiedebuut maakte Reid op 29 november 2000, toen Forest met 2–0 wist te winnen van Sheffield United. Tijdens dit duel wist de Ierse voetballer ook direct tot scoren te komen. In 2004 werd Reid opgenomen in het team van het jaar van de First Division. In augustus 2004 diende de middenvelder een transferverzoek in bij Nottingham Forest. Hij zei: "Ik voel dat er geen andere optie is dan formeel aangeven dat ik de club wil verlaten." Na zijn transferverzoek speelde Reid nog een half jaar bij Forest. In januari 2005 maakte hij de overstap naar Tottenham Hotspur, dat naast Reid ook Michael Dawson van Forest haalde. Voor Tottenham speelde hij in anderhalf jaar zesentwintig competitiewedstrijden, waarin hij eenmaal tot scoren kwam. Later werd hij aangeduid als een van de slechtste aankopen van Tottenham in een winterse transferperiode.
Charlton Athletic werd de nieuwe club van Reid; in de zomer van 2006 nam die club de Ierse middenvelder over van Tottenham. Volgens manager Les Reed was Reid te vergelijken met Ferenc Puskás. In het seizoen 2006/07 degradeerde Charlton uit de Premier League. Reid volgde de club naar het Championship en scoorde daar zes keer in tweeëntwintig optredens. In de winterstop werd hij overgenomen door Sunderland, waar hij voor drieënhalf jaar tekende. Met Sunderland hoopte hij te gaan spelen om Europees voetbal en hij wilde niet gaan strijden tegen degradatie. In het seizoen 2008/09 was de Ier basisspeler bij Sunderland, maar later verloor hij zijn plaats. In oktober 2010 werd hij voor een maand verhuurd aan Sheffield United, waar coach Gary Speed erg tevreden was over zijn aanwinst. Voor Sheffield speelde hij negen competitiewedstrijden.
Op 31 januari 2011 ondertekende Reid een contract tot en met het einde van het seizoen 2011/12 bij Blackpool. De Ier speelde in een half jaar vijf wedstrijden en hij kon Blackpool niet redden van degradatie. In mei verliet Reid de club weer. Iets meer dan een maand later keerde de middenvelder terug bij de club waar hij zijn carrière was begonnen, Nottingham Forest, waar hij een tweejarig contract tekende. In januari 2014 verlengde hij die verbintenis met drie jaar, tot medio 2016. Reid werd in mei 2014 verkozen tot de beste speler van Nottingham in het seizoen 2013/14 en hij werd speler van het jaar. Drie seizoenen lang was de Iers international basisspeler van Forest, maar in september 2014 kwam daar een eind aan. Op 14 september speelde Nottingham in eigen huis tegen de lokale rivaal Derby County. Door doelpunten van Britt Assombalonga en Ryan Shotton werd het 1–1. Reid moest twee minuten voor rust het veld verlaten met een blessure en hij werd vervangen door Lars Veldwijk. Bijna een jaar later, op 17 augustus, maakte Reid weer zijn eerste minuten, bij de reserves van de club.
In de zomer van 2016 eindigde het contract van Reid bij Nottingham. Hij besloot hierop zijn actieve carrière als voetballer te beëindigen. De reden hiervoor was zijn aanhoudende blessureleed.

## Interlandcarrière
Reid maakte in 2003 zijn debuut in het Iers voetbalelftal. Op 18 november van dat jaar werd in een oefenduel met Canada met 3–0 gewonnen door een doelpunt van Damien Duff en twee van Robbie Keane. Reid mocht van bonscoach Brian Kerr in de basis beginnen en hij werd zeventien minuten voor het einde van de wedstrijd vervangen door zijn toenmalige teamgenoot Stephen McPhail. Tijdens dit duel maakte ook John Thompson (eveneens Nottingham Forest) zijn debuut. Het jaar erna, op 18 augustus 2004, was de middenvelder voor het eerst trefzeker in een interland. Op die dag speelde Ierland met 1–1 gelijk tegen Bulgarije. Reid opende na een kwartier spelen de score door een vrije trap in het doel te schieten. Tussen 2003 en 2007 speelde Reid zevenentwintig internationale wedstrijden, waarin hij naast Bulgarije ook tegen Cyprus, Italië en San Marino tot scoren wist te komen. Vanaf 2008 riep de Italiaanse bondscoach Giovanni Trapattoni de middenvelder niet meer op, na een aanvaring tussen de twee in een hotel in Wiesbaden. Daar zou Reid, naar eigen zeggen, niet willen stoppen met gitaarspelen in de nacht en dat was tegen het zere been van Trapattoni. In september 2013 werd Reid opnieuw opgeroepen voor het Ierse nationale team, nadat Trapattoni ontslagen was. Interim-bondscoach Noel King liet Reid spelen tijdens de interland tegen Kazachstan (3–1 winst), waarin hij in de basis startte en vervangen werd door Aiden McGeady. Een maand daarna speelde hij ook nog mee tegen Letland.

### Gespeelde interlands
| Interlands van Andy Reid voor Ierland | Interlands van Andy Reid voor Ierland | Interlands van Andy Reid voor Ierland | Interlands van Andy Reid voor Ierland | Interlands van Andy Reid voor Ierland | Interlands van Andy Reid voor Ierland |
| №                                     | Datum                                 | Wedstrijd                             | Uitslag                               | Competitie                            | Goals                                 |
| Als speler bij Nottingham Forest      | Als speler bij Nottingham Forest      | Als speler bij Nottingham Forest      | Als speler bij Nottingham Forest      | Als speler bij Nottingham Forest      | Als speler bij Nottingham Forest      |
| ------------------------------------- | ------------------------------------- | ------------------------------------- | ------------------------------------- | ------------------------------------- | ------------------------------------- |
| 1                                     | 18 november 2003                      | Ierland – Canada                      | 3 – 0                                 | Vriendschappelijk                     |                                       |
| 2                                     | 18 februari 2004                      | Ierland – Brazilië                    | 0 – 0                                 | Vriendschappelijk                     |                                       |
| 3                                     | 31 maart 2004                         | Ierland – Tsjechië                    | 2 – 1                                 | Vriendschappelijk                     |                                       |
| 4                                     | 28 april 2004                         | Polen – Ierland                       | 0 – 0                                 | Vriendschappelijk                     |                                       |
| 5                                     | 27 mei 2004                           | Ierland – Roemenië                    | 1 – 0                                 | Vriendschappelijk                     |                                       |
| 6                                     | 2 juni 2004                           | Ierland – Jamaica                     | 1 – 0                                 | Vriendschappelijk                     |                                       |
| 7                                     | 5 juni 2004                           | Nederland – Ierland                   | 0 – 1                                 | Vriendschappelijk                     |                                       |
| 8                                     | 18 augustus 2004                      | Ierland – Bulgarije                   | 1 – 1                                 | Vriendschappelijk                     | 15'                                   |
| 9                                     | 4 september 2004                      | Ierland – Cyprus                      | 3 – 0                                 | WK 2006 kwalificatie                  | 38'                                   |
| 10                                    | 8 september 2004                      | Zwitserland – Ierland                 | 1 – 1                                 | WK 2006 kwalificatie                  |                                       |
| 11                                    | 9 oktober 2004                        | Frankrijk – Ierland                   | 0 – 0                                 | WK 2006 kwalificatie                  |                                       |
| 12                                    | 13 oktober 2004                       | Ierland – Faeröer                     | 2 – 0                                 | WK 2006 kwalificatie                  |                                       |
| Als speler bij Tottenham Hotspur      |                                       |                                       |                                       |                                       |                                       |
| 13                                    | 9 februari 2005                       | Ierland – Portugal                    | 1 – 0                                 | Vriendschappelijk                     |                                       |
| 14                                    | 29 maart 2005                         | Ierland – China                       | 1 – 0                                 | Vriendschappelijk                     |                                       |
| 15                                    | 4 juni 2005                           | Ierland – Israël                      | 2 – 2                                 | WK 2006 kwalificatie                  |                                       |
| 16                                    | 8 juni 2005                           | Faeröer – Ierland                     | 0 – 2                                 | WK 2006 kwalificatie                  |                                       |
| 17                                    | 17 augustus 2005                      | Ierland – Italië                      | 1 – 2                                 | Vriendschappelijk                     | 32'                                   |
| 18                                    | 7 september 2005                      | Ierland – Frankrijk                   | 0 – 1                                 | WK 2006 kwalificatie                  |                                       |
| 19                                    | 12 oktober 2005                       | Ierland – Zwitserland                 | 0 – 0                                 | WK 2006 kwalificatie                  |                                       |
| 20                                    | 24 mei 2006                           | Ierland – Chili                       | 0 – 1                                 | Vriendschappelijk                     |                                       |
| Als speler bij Charlton Athletic      |                                       |                                       |                                       |                                       |                                       |
| 21                                    | 11 oktober 2006                       | Ierland – Tsjechië                    | 1 – 1                                 | EK 2008 kwalificatie                  |                                       |
| 22                                    | 15 november 2006                      | Ierland – San Marino                  | 5 – 0                                 | EK 2008 kwalificatie                  | 7'                                    |
| 23                                    | 22 augustus 2007                      | Denemarken – Ierland                  | 0 – 4                                 | Vriendschappelijk                     |                                       |
| 24                                    | 12 september 2007                     | Tsjechië – Ierland                    | 1 – 0                                 | EK 2008 kwalificatie                  |                                       |
| 25                                    | 13 oktober 2007                       | Ierland – Duitsland                   | 0 – 0                                 | EK 2008 kwalificatie                  |                                       |
| 26                                    | 17 oktober 2007                       | Ierland – Cyprus                      | 1 – 1                                 | EK 2008 kwalificatie                  |                                       |
| 27                                    | 17 november 2007                      | Wales – Ierland                       | 2 – 2                                 | EK 2008 kwalificatie                  |                                       |
| Als speler bij Nottingham Forest      |                                       |                                       |                                       |                                       |                                       |
| 28                                    | 15 oktober 2013                       | Ierland – Kazachstan                  | 3 – 1                                 | WK 2014 kwalificatie                  |                                       |
| 29                                    | 15 november 2013                      | Ierland – Letland                     | 3 – 0                                 | Vriendschappelijk                     |                                       |

## Clubstatistieken
| Seizoen | Club              | Competitie     | Competitie | Competitie | Beker | Beker | Internationaal | Internationaal | Totaal | Totaal |
| Seizoen | Club              | Competitie     | Wed.       | Dlp.       | Wed.  | Dlp.  | Wed.           | Dlp.           | Wed.   | Dlp.   |
| ------- | ----------------- | -------------- | ---------- | ---------- | ----- | ----- | -------------- | -------------- | ------ | ------ |
| 2000/01 | Nottingham Forest | First Division | 14         | 2          | 1     | 0     | —              | —              | 15     | 2      |
| 2001/02 | Nottingham Forest | First Division | 29         | 0          | 2     | 0     | —              | —              | 31     | 0      |
| 2002/03 | Nottingham Forest | First Division | 30         | 1          | 3     | 1     | —              | —              | 33     | 2      |
| 2003/04 | Nottingham Forest | First Division | 46         | 13         | 5     | 0     | —              | —              | 51     | 13     |
| 2004/05 | Nottingham Forest | Championship   | 25         | 5          | 3     | 2     | —              | —              | 28     | 7      |
| 2004/05 | Tottenham Hotspur | Premier League | 13         | 1          | 0     | 0     | —              | —              | 13     | 1      |
| 2005/06 | Tottenham Hotspur | Premier League | 13         | 0          | 1     | 0     | —              | —              | 14     | 0      |
| 2006/07 | Charlton Athletic | Premier League | 16         | 2          | 1     | 0     | —              | —              | 17     | 2      |
| 2007/08 | Charlton Athletic | Championship   | 22         | 6          | 1     | 1     | —              | —              | 23     | 7      |
| 2007/08 | Sunderland        | Premier League | 13         | 1          | 0     | 0     | —              | —              | 13     | 1      |
| 2008/09 | Sunderland        | Premier League | 32         | 1          | 6     | 0     | —              | —              | 38     | 1      |
| 2009/10 | Sunderland        | Premier League | 21         | 2          | 4     | 2     | —              | —              | 25     | 4      |
| 2010/11 | Sunderland        | Premier League | 2          | 0          | 2     | 0     | —              | —              | 4      | 0      |
| 2010/11 | Sheffield United  | Championship   | 9          | 2          | 0     | 0     | —              | —              | 9      | 2      |
| 2010/11 | Blackpool         | Premier League | 5          | 0          | 0     | 0     | —              | —              | 5      | 0      |
| 2011/12 | Nottingham Forest | Championship   | 39         | 2          | 4     | 0     | —              | —              | 43     | 2      |
| 2012/13 | Nottingham Forest | Championship   | 42         | 5          | 3     | 0     | —              | —              | 45     | 5      |
| 2013/14 | Nottingham Forest | Championship   | 32         | 9          | 4     | 1     | —              | —              | 36     | 10     |
| 2014/15 | Nottingham Forest | Championship   | 6          | 0          | 0     | 0     | —              | —              | 6      | 0      |
| 2015/16 | Nottingham Forest | Championship   | 0          | 0          | 0     | 0     | —              | —              | 0      | 0      |
| Totaal  | Totaal            | Totaal         | 409        | 52         | 40    | 7     | 0              | 0              | 449    | 59     |